# Thành Lâm
Thành Lâm là một xã thuộc huyện Bá Thước, tỉnh Thanh Hóa, Việt Nam.

## Địa giới hành chính
Xã Thành Lâm nằm ở phía tây bắc của huyện Bá Thước.
- Phía đông giáp các xã Lũng Niêm và Ban Công, huyện Bá Thước.
- Phía nam giáp xã Ban Công, huyện Bá Thước và xã Phú Nghiêm, huyện Quan Hóa.
- Phía tây giáp các xã Phú Nghiêm và Hồi Xuân, huyện Quan Hóa.
- Phía bắc giáp các xã Thành Sơn và Lũng Niêm, huyện Bá Thước.

## Lịch sử hành chính
Xã Thành Lâm vào thời Lê-Nguyễn là vùng đất thuộc huyện Cẩm Thủy, phủ Thiệu Thiên, Thanh Hóa. Đến năm Thành Thái thứ 14 (1902), thuộc tổng Cổ Lũng, châu Quan Hóa. Vào năm Khải Định thứ 10 (1925), tổng Cổ Lũng chuyển về châu Tân Hóa mới thành lập. Năm 1943, tổng Cổ Lũng nhập với tổng Thiết Ống thành một bang của châu Quan Hóa. Sau Cách mạng tháng Tám (1945), tổng Cổ Lũng thuộc châu Tân Hóa mới tái lập, đến tháng 11 năm 1945, châu Tân Hóa đổi thành châu Bá Thước theo tên của thủ lĩnh Cầm Bá Thước trong phong trào Cần vương.
Tháng 3 năm 1948, xã Thành Lâm lúc này là vùng đất thuộc xã Quốc Thành, huyện Bá Thước. Năm 1964, xã Quốc Thành được chia thành 5 xã là Lũng Cao, Thành Sơn, Thành Lâm, Lũng Niêm và Cổ Lũng, tên gọi Thành Lâm chính thức xuất hiện từ đây. Sau khi thành lập, xã Thành Lâm gồm các chòm: Cốc, Đanh, Chu, Mỏ Măng, Leo, Đôn, Ngòn và Bầm.
Vùng đất Thành Lâm này có lịch sử từ rất sớm. Qua lịch sử nghiên cứu và sưu tầm Thanh Hóa và địa phương thời kỳ đầu nhà Nguyễn tháng 7 năm 1802 Nguyễn Ánh (Có thực dân Pháp viện trợ) diệt xong nhà Tây Sơn lên ngôi hoàng đế, lấy niên hiệu là Gia Long đóng đô tại Phú Xuân (Huế ngày nay).
Gia Long chia cả nước thành 23 trấn, 4 doanh. Thời này xã Thành Lâm thuộc sách Cổ Lũng, tổng Hữu Lũng, huện Cẩm thủy, phủ Thiệu thiên, trấn Thanh Hoa.
Đến năm Minh Mạng thứ XVI (1835) sách Cổ Lũng đổi tên thành Tổng Cổ Lũng, châu Quan Hóa, phủ Thọ Xuân, trấn Thành Hóa (Thành Lâm thuộc tổng Cổ Lũng).
Năm Tự Đức thứ 3 (1851) chế độ phong kiến chia làm 4 tổng: xa Long, thiết Ống, Cổ Lũng, Điền Lư thuộc châu Quan Hóa.
- Năm Khải Định thứ X (1925) thực dân pháp và triều đình Huế cắt 4 tổng trên lập châu mới gọi là châu Tân Hóa. Châu Tân Hóa gồm 30 xã, 211 chòm, bản, 166 hộ, 821 khẩu, 165 mẫu ruộng.
- Năm 1943 chính quyền phong kiến chia châu Tân Hóa thành 2 phần, phần phía Đông gọi là tổng Xa Long và tổng Điền Lư nhập vào châu Cẩm Thủy. Phần phía Tây là tổng Cổ Lũng và tổng Thiết Ống thành một bang thuộc châu Quan Hóa.
Trước cách mạng Tháng tám 1945, tổng Cổ Lũng được chia thành 11 xã, bao gồm các xã: Lũng Cao, Lũng Niêm, Lũng Tiềm, Lũng Bố, Lũng Vân, Lũng Cốc, Vũ Cao, Vũ Lang, Pa Khán, Thịnh Đức, Cổ Lũng.
- Xã Thành Lâm thuộc Mường Khoòng (Tổng Cổ Lũng) dưới sự cai quản của Đạo Mương, chánh tổng là Hà Công Tổng (là chánh tổng cuối cùng của chế độ phong kiến).
- Sau cách mạng tháng 8 năm 1945 4 tổng cũ của châu Tân Hóa nhập lại lấy tên là Châu Tân Hóa như cũ. Châu sở đóng tại La Hán xã Ban Công.
- Tháng 11 năm 1945, Ủy ban hành chính tỉnh Thanh Hóa quyết định đổi châu Tân Hóa thành châu Bá Thước để nhớ ơn thủ lĩnh Cần Vương Thanh Hóa - Thủ lĩnh phong trào Cần Vương Cầm Bá Thước người dân tộc thái quê huyện Thường Xuân đã có nhiều công xây dựng và bảo vệ quê hương.
Tháng 6 năm 148, thực hiện sắc lệnh 198-SL/CT của chủ tịch Chính phủ Việt Nam Dân chủ cộng hòa, đơn vị hành chính châu Bá Thước được đổi sang đơn vị hành chính cấp huyện. Huyện Bá Thước lúc này được chia thành 7 xã đó là các xã: Văn Nho, Thiết Ống. Quốc Thành, Long Vân, Hồ Điền, Quý Lương, Ban Công (Thành Lâm là 1 trong 5 đơn vị hành chính xã Quốc Thành). Từ năm 1947 đến 1949 xã Quốc Thành bị quân Pháp chiếm đóng 2 lần và đóng đồn tại Cổ Lũng. Do dó Thành Lâm gặp rất nhiều khó khăn trong phát triển KT-XH trong giai đoạn này.
- Ngày 2/4/1964 thực hện Quyết định số 107 -QĐ-NV của Bộ nội vụ về việc chia 5 xã của huện Bá Thước là các xã: Văn Nho, Long Vân, Hồ Điền, Quý Lương. Quốc Thành ra các xã nhỏ. Xã Quốc Thành được chia thành 5 xã bao gồm: Cổ Lũng, Lũng Cao, Lũng Niêm, Thành Lâm, Thành Sơn. Xã Thành Lâm giữ nguyên ranh giới như ngày nay.
- Hiên nay sau sáp nhập xã có 6 thôn.

## Bộ máy hành chính
| TT | Họ và tên        | Chức vụ                      | Số điện thoại |
| 1  | Bùi Hải Đường    | Bí thư Đảng ủy               | 0913.433.238  |
| 2  | Hà Thị Trực      | PBT Thường trực ĐU - CT HĐND | 0987.715.702  |
| 3  | Trịnh Văn Dũng   | PBT - Chủ tịch UBND          | 0962.048.667  |
| 4  | Hà Văn Hưởng     | Phó Chủ tịch HĐND            | 0367.888.600  |
| 5  | Vi Văn Bằng      | CT UBMTTQ                    | 0975.245.182  |
| 6  | Quách Văn Dũng   | Phó Chủ tịch UBND            | 0918.221.243  |
| 7  | Nguyễn Nam Phong | Phó Chủ tịch UBND            | 08.999.888.18 |
| 8  | Lương Văn Miền   | Văn phòng                    | 0987.729.186  |

## Địa giới hành chính
Thành Lâm là một xã nghèo, vùng sâu, vùng cao, nằm ở phía Tây bắc của huyện Bá Thước, cách trung tâm thị trấn Cành Nàng, trung tâm huyện 12 km, có diện tích tự nhiên 28,39 km².
- Phía Đông giáp các xã Lũng Niêm, Ban Công của huyện Bá Thước.
- Phía Nam giáp các xã Ban Công, huyện Bá Thước và xã Phú Nghiêm huyện Quan Hóa.
- Phía Tây giáp các xã Phú Nghiêm và Hồi Xuân huyện Quan Hóa.
- Phía Bắc giáp các xã Thành Sơn và Lũng Niêm huyện Bá Thước.
* Tổng diện tích đất tự nhiên: 2.839,67 ha:
- Diện tích đất nông nghiệp: 2.604,02 ha chiếm 91,70%, trong đó:
+ Đất trồng lúa nước: 237,39 ha chiếm 9,12 %;
+ Đất trồng cây hàng năm khác:  274,36 ha chiếm 10,54 %;
+ Đất trồng cây lâu năm: 21,34 ha chiếm 0,43 %;
+ Đất lâm nghiệp: 2.067,55 ha chiếm 79,40 %;
+ Đất nuôi trồng thủy sản: 3,16  ha chiếm 0,12 %.
- Diện tích đất phi nông nghiệp: 166,34 ha chiếm 5,86 %, trong đó:
+ Đất ở: 111,77 ha chiếm 67,19 %;
+ Đất xây dựng trụ sở, cơ quan công trình sự nghiệp 0,40 ha chiếm 0,24 %;
+ Đất sản xuất kinh doanh 0,50 ha chiếm 0,57 %;
+ Đất nghĩa trang, nghĩa địa 0,45 ha chiếm 0,27 %;
+ Đất sông suối 22,38ha chiếm 13,45 %;
+ Đất phát triển hạ tầng 31,34 ha chiếm 18,84%.
- Diện tích đất chưa sử dụng: 69,30 ha, chiếm 2,44 % trong đó:
+ Đất bằng chưa sử dụng 6,72 ha chiếm 9,7%;
+ Đất đồi núi chưa sử dụng: 2,21 ha chiếm 3,19%;
+ Núi đá không có rừng cây: 60,38 ha chiếm 92,99%.
3. Tình hình dân sinh
Xã có 6 thôn sau sáp nhập (Thôn: Cốc, Đanh, Tân Thành, Leo, Đôn, Bầm) với 865 hộ và 3.482 nhân khẩu (3416 khẩu Dân tộc thái, Mường 40 khẩu, Kinh 19 khẩu, 7 khẩu dân tộc khác). Tỷ lệ lao động nông nghiệp tương đối cao, chủ yếu là người đồng bào dân tộc Thái, nguồn thu nhập chính là từ nông nghiệp, nhưng bình quân đất nông nghiệp cho 01 lao động lại rất thấp. Đất rừng còn diện tích khá lớn nhưng chất lượng rừng kém, chủ yếu rà rừng hỗn giao, tre, nứa và một số rừng nghèo mới được khoanh nuôi tái sinh nên khả năng khai thác và tận thu sản phẩm để nâng cao thu nhập cho người lao động rất hạn chế. Thu nhập bình quân đầu người 29 triệu đồng/người.
Số hộ nghèo 270 hộ, chiếm 30.59 %, hộ cận nghèo 330 hộ chiếm 38.15 %. Dân cư phân bố rải rác không tập trung, trình độ dân trí chưa cao và chưa đồng đều. Thu, chi ngân sách trên địa bàn chủ yếu là sự đầu tư, hỗ trợ của Nhà nước.
- Xã thuộc xã Khu vực 1, xã loại 2, thuộc vùng 3.

## Giao thông
Xã Thành Lâm có tỉnh lộ 521B và 521C chạy qua (Nay là 521B) và kết nối với Mai Châu - Hòa Bình và Son-Bá-Mười đi Hòa Bình.
Hiện nay giao thông trên địa bàn xã cơ bản được bê tông và cứng hóa 100% đảm bảo cho người dân đi lại thuận lợi kể cả mùa mưa.

## Du lịch
Xã Thành Lâm nằm trong Khu bảo tồn thiên nhiên Pù Luông với các khu du lịch sinh thái cộng đồng như Pù Luông retreat, Huy Giáp homestay... Đến với Thành Lâm du khách sẽ được ngắm phong cảnh hùng vỹ và nguyên sơ của núi rừng, ẩn hiện trong đó là các nếp nhà sàn của đồng bào dân tộc Thái. Ẩm thực khá độc đáo và điển hình cho ẩm thực dân tộc Thái với nếp nương, cá Dốc, vịt bầu, rau rừng, thắng cố...Khí hậu 4 mùa rõ rệt và phân vùng đậm nét với sự chênh lệch nhiệt độ theo độ cao, mùa hè mát mẻ và trong lành, mùa thu dịu mát và yên bình, mùa đông có phần khắc nghiệt với sương mù và có thời điểm có băng giá xuất hiện cục bộ (năm 2015, 2016 tại thôn Bầm, Ngòn). Hiện nay Bản Đôn, xã Thành Lâm đã công bố quy hoạch chi tiết 1/500 điểm dân cư gắn với du lịch cộng đồng. Nguồn: Quách Dũng